# Джеремі Ріфкін
Джеремі Ріфкін (нар. 26 січня 1945) — американський економіст, соціолог і публіцист; теоретик «Суспільства доступу» (його поняття — «Access Society», 2000); засновник і президент Фонду економічних трендів (Foundation on Economic Trends, Washington, D.C., USA). Теоретик посткапіталізму, пропагандист сталого розвитку і альтернативної енергетики, автор концепції «третьої промислової революції».
Радник Єврокомісії та багатьох урядів, зокрема, Ангели Меркель, Романо Проді та Хосе Луїса Сапатеро, співпрацював з французьким урядом, Європейським парламентом.
Викладач кількох університетів; автор багатьох книг, в числі яких «Кінець праці» та «Європейська мрія». Тижневик «Тайм» назвав його «людиною, яку найбільше всіх ненавидять у світі науки».